# Lijst van gemeenten in Estland
Lijst van Estse gemeenten. Sinds de gemeentelijke herindeling van 2017 heeft Estland 79 gemeenten.

## Harjumaa

### Stadsgemeenten
1. Keila
2. Loksa
3. Maardu
4. Tallinn

### Landgemeenten
1. Anija
2. Harku
3. Jõelähtme
4. Kiili
5. Kose
6. Kuusalu
7. Lääne-Harju
8. Raasiku
9. Rae
10. Saku
11. Saue vald
12. Viimsi

## Hiiumaa

### Landgemeente
1. Hiiumaa

## Ida-Virumaa

### Stadsgemeenten
1. Kohtla-Järve
2. Narva
3. Narva-Jõesuu
4. Sillamäe

### Landgemeenten
1. Alutaguse
2. Jõhvi
3. Lüganuse
4. Toila

## Järvamaa

### Stadsgemeente
1. Paide

### Landgemeenten
1. Järva
2. Türi

## Jõgevamaa

### Landgemeenten
1. Jõgeva
2. Mustvee
3. Põltsamaa

## Läänemaa

### Stadsgemeente
1. Haapsalu

### Landgemeenten
1. Lääne-Nigula
2. Vormsi

## Lääne-Virumaa

### Stadsgemeente
1. Rakvere

### Landgemeenten
1. Haljala
2. Kadrina
3. Rakvere vald
4. Tapa
5. Väike-Maarja
6. Vinni
7. Viru-Nigula

## Pärnumaa

### Stadsgemeente
1. Pärnu

### Landgemeenten
1. Häädemeeste
2. Kihnu
3. Lääneranna
4. Põhja-Pärnumaa
5. Saarde
6. Tori

## Põlvamaa

### Landgemeenten
1. Kanepi
2. Põlva
3. Räpina

## Raplamaa

### Landgemeenten
1. Kehtna
2. Kohila
3. Märjamaa
4. Rapla

## Saaremaa

### Landgemeenten
1. Muhu
2. Ruhnu
3. Saaremaa

## Tartumaa

### Stadsgemeente
1. Tartu

### Landgemeenten
1. Elva
2. Kambja
3. Kastre
4. Luunja
5. Nõo
6. Peipsiääre
7. Tartu vald

## Valgamaa

### Landgemeenten
1. Otepää
2. Tõrva
3. Valga

## Viljandimaa

### Stadsgemeente
1. Viljandi

### Landgemeenten
1. Mulgi
2. Põhja-Sakala
3. Viljandi vald

## Võrumaa

### Stadsgemeente
1. Võru

### Landgemeenten
1. Antsla
2. Rõuge
3. Setomaa
4. Võru vald